# Sostanza psicoattiva

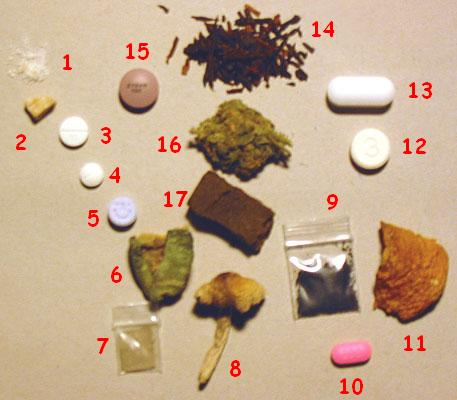
Assortimento di sostanze psicoattive:
1 cocaina
2 crack di cocaina
3 metilfenidato (Ritalin)
4 efedrina
5 MDMA (ecstasy)
6 peyote (mescalina)
7 Carta assorbente per l' LSD
8 fungo psilocibina (Psilocybe cubensis)
9 Salvia divinorum
10 difenidramina (Benadryl)
11 Amanita muscaria
12 Farmaco contenente codeina
13 codeina con miorilassante
14 tabacco
15 bupropione (Zyban)
16 cannabis
17 hashish

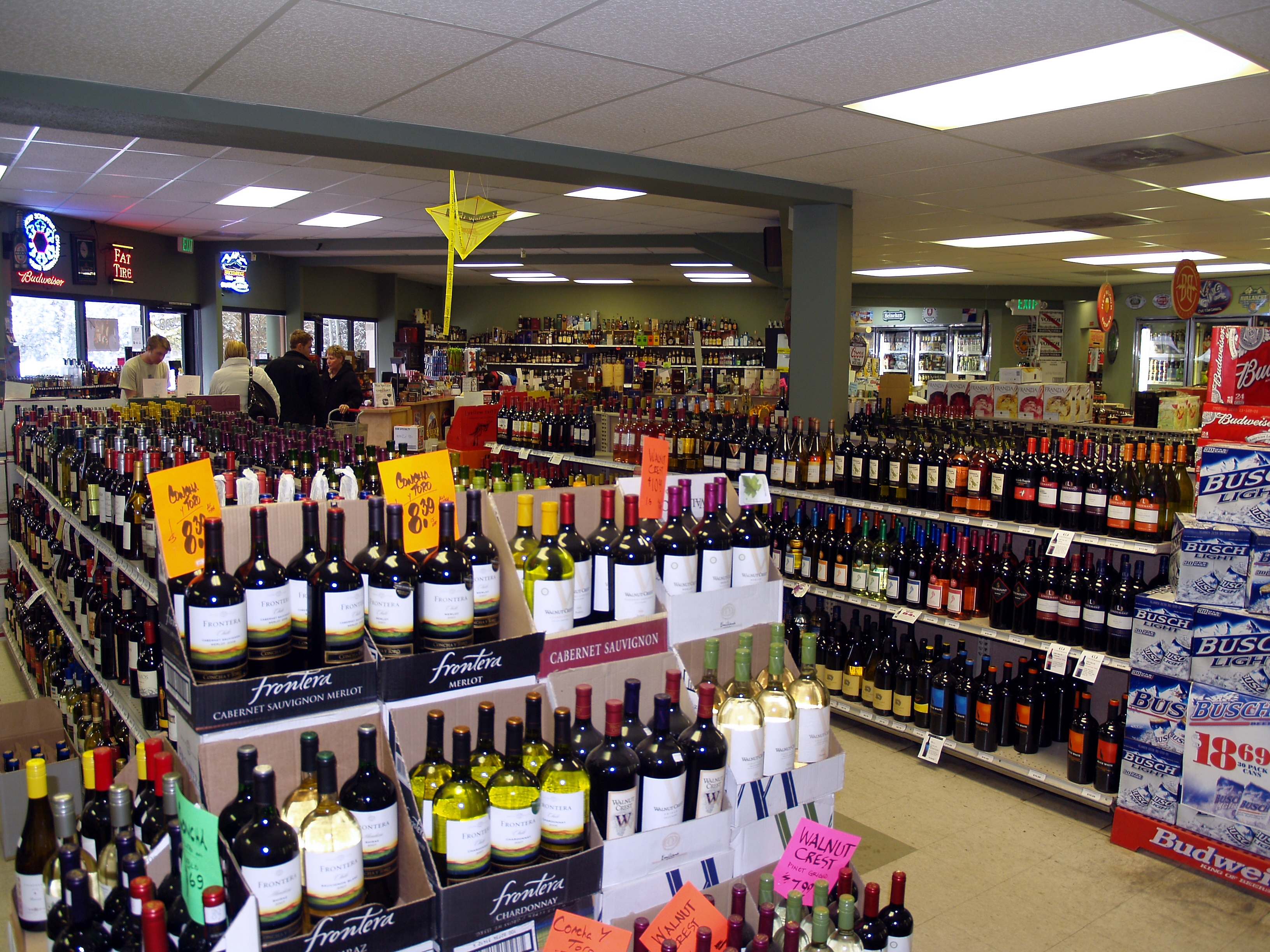
L'etanolo delle bevande alcoliche è una sostanza psicoattiva ampiamente utilizzata e abusata.

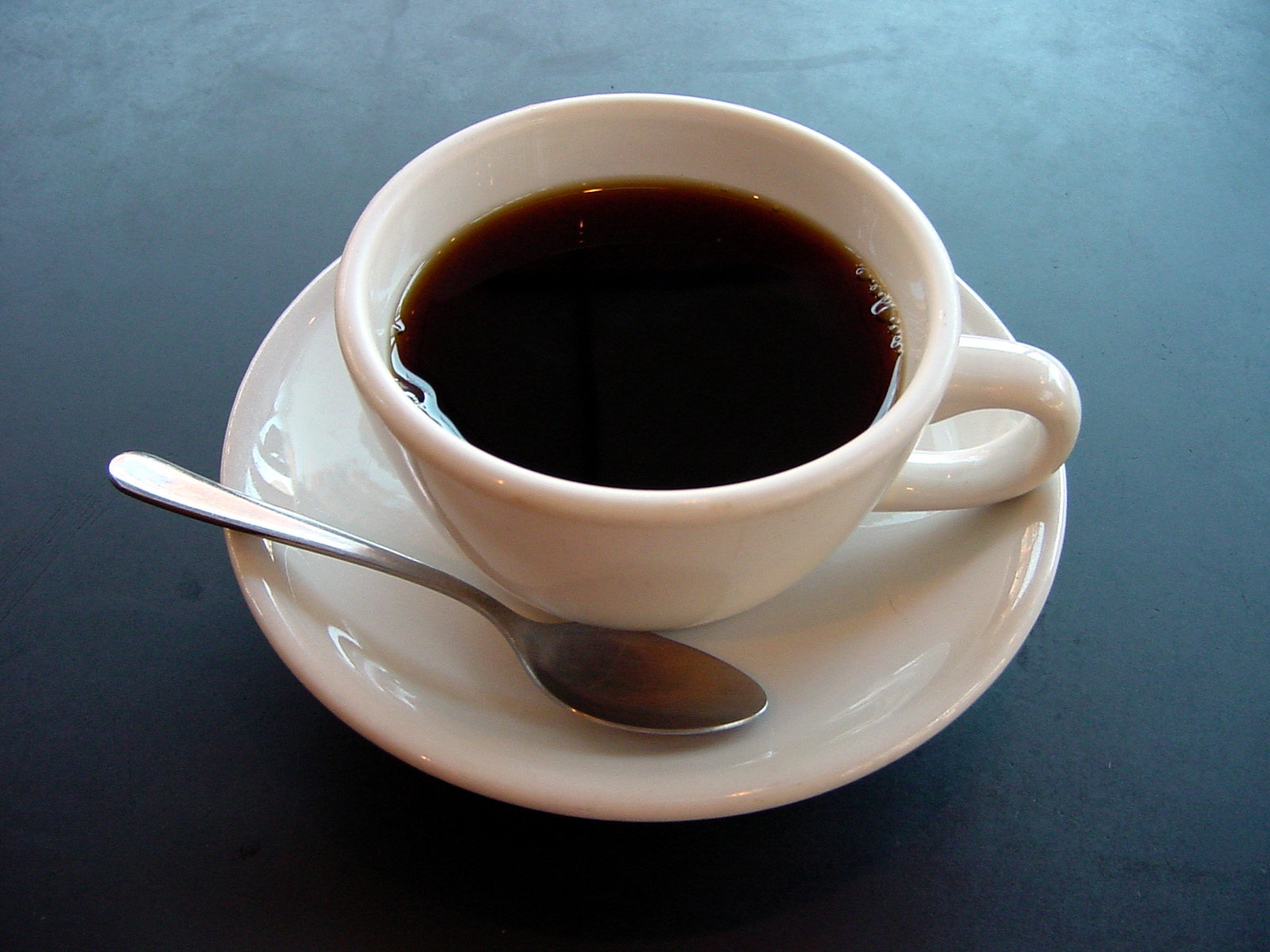
La caffeina (anche chiamata come "teina"), presente nel caffè, tè, cioccolato etc., è la sostanza psicoattiva più usata al mondo.

Una sostanza psicoattiva  è una sostanza chimica farmacologicamente attiva, dotata di azione psicotropa, ovvero capace di modificare lo stato psico-fisico di un soggetto potendo agire su emozione, ricordi, attenzione, percezione, umore, coscienza, comportamento, abilità intellettive, capacità motorie, ecc. Per via dei loro potenziali effetti, le sostanze psicoattive sono impiegate in tutti i continenti da millenni per fini rituali, religiosi, spirituali, culturali, medico-terapeutici, ricreativi.
L’azione di una sostanza psicoattiva sull'uomo dipende anche dalle caratteristiche genetiche che rendono gli individui più o meno suscettibili al suo effetto. Sebbene le principali interazioni siano riscontrabili sul sistema nervoso centrale, ogni sostanza psicoattiva può avere delle ripercussioni anche sul sistema nervoso periferico e su altri organi inclusi il sistema cardiovascolare, il sistema respiratorio, il sistema muscoloscheletrico e gli organi riproduttivi.
La categoria è molto ampia e include sottoinsiemi con caratteristiche specifiche. Non è ben definita la sistematizzazione dei termini con cui vengono denotate le diverse categorie sia a livello normativo che nell'uso comune; pertanto "sostanze psicoattive", "sostanze psicotrope", "sostanze stupefacenti", "droghe" possono essere lemmi oggetto di ambiguità e sovrapposizioni.
Alterando le funzioni delle cellule nervose, le sostanze psicoattive possono compromettere gli equilibri psicologici e i normali processi mentali. Poiché i processi psicologici sono legati alle dinamiche e alle variabili sociali e i meccanismi cerebrali sono costruiti e modulati dalle funzioni psicologiche, dalle aspettative, dai significati e dai valori che ognuno dà ai suoi comportamenti, gli effetti e le conseguenze delle sostanze psicoattive non dipendono soltanto dalle loro proprietà farmacologiche, ma sono in parte dettate da fattori sociali e culturali. Alcune di queste sostanze sono usate in ambito medico come farmaci psicotropi per varie patologie; alcune sono stupefacenti, comunemente chiamati "droghe" sottoposti a leggi e regolamenti che ne disciplinano e restringono produzione, commercializzazione e consumo; altre, come etanolo, nicotina, caffeina, teobromina sono ingredienti di prodotti di largo consumo.
Le sostanze psicoattive più diffuse, sia legali che illegali a seconda del paese, sono: Etanolo, Nicotina (tabacco), Caffeina, Benzodiazepine, Cannabinoidi (cannabis), Teofillina, Teobromina, Metanfetamina, Cocaina, Eroina, MDMA, LSD, Oppioidi, Psilocibina (funghi).
Molte sostanze psicoattive sono capaci di indurre, in diverso grado, fenomeni di dipendenza, tolleranza e assuefazione; altre invece non creano dipendenza ma possono comunque essere "sostanze da abuso". La psicoattività di una sostanza non implica necessariamente la produzione di dipendenza.

## Terminologia e caratteristiche principali
Essendo sinonimo di psicoattivo, il termine «psicotropo» viene utilizzato per un gruppo eterogeneo di sostanze. A rigor di termini, un farmaco psicotropo è qualsiasi farmaco i cui effetti primari o significativi sono sul sistema nervoso centrale. Alcuni autori applicano il termine a farmaci il cui uso principale è nel trattamento di disturbi mentali: sedativi ansiolitici, antidepressivi, neurolettici e agenti antimaniacali. Altri usano il termine per riferirsi a sostanze con un'elevata probabilità di abuso a causa dei loro effetti sull'umore, sulla coscienza o entrambi: narcotici, stimolanti, allucinogeni, sedativi/ipnotici (incluso l'alcol), ecc.
L'eterogeneo gruppo delle sostanze psicoattive può essere classificato diversamente:
- per assetto legale in base ai controlli e restrizioni sulla loro produzione e utilizzo: legali o illegali;
- per struttura chimica e derivazione: oppiacei, oppioidi, barbiturici, benzodiazepine ecc..;
- classificazione psichiatrica[17] per classi di effetti sulla psiche dove anche se le diverse sostanze hanno in genere effetti complessi e dai confini sfumati, l'azione psicotropa può essere classificata come:
  - psicolettica: depressoria dell'attività mentale (es. oppioidi, barbiturici, etanolo);
  - psicoanalettica: eccitatoria, stimolante, dell'attività mentale (es. anfetamine, caffeina, cocaina, nicotina);
  - psicodislettica: capace di modificare la percezione, lo stato di coscienza o il comportamento (es. cannabinoidi, psichedelici).
- classificazione farmacologica secondo i principali effetti o i principali neurotrasmettitori interessati

Sebbene in farmacologia vi sia generalmente una correlazione tra struttura chimica del principio attivo ed effetto farmacologico rilevato, dato che molecole simili andranno ad agire su bersagli (recettori) simili, questa analogia è attenuata nella neuropsicofarmacologia, e in particolar modo nel campo delle sostanze stupefacenti. Questo perché nel pool di recettori che mostrano effetti psicoattivi si ha in genere un grado molto elevato di omologia (es. le varie famiglie di trasportatori dei neurotrasmettitori delle ammine biogene); conseguentemente, sostanze anche molto simili tra loro, ma che, per la presenza di diversi gruppi funzionali, manifestino affinità per membri, e isoforme, particolari di queste famiglie, possono mostrare effetti farmacologici anche notevolmente diversi.

### Droga e stupefacente
Il termine «droga», a causa delle sue molte accezioni e dell'utilizzo molto diffuso ha contorni più sfumati e un carattere concettualmente controverso. Sia nell'uso comune che legislativo in genere si riferisce alle sostanze psicoattive citate nelle leggi che ne limitano la produzione ed utilizzo. Per  «droga legale» invece si intende una droga legalmente disponibile secondo una specifica giurisdizione sotto prescrizione medica, ed in certi casi, come le foglie di coca in certe regioni andine, senza alcuna prescrizione.
Nel contesto del controllo internazionale delle droghe, «sostanze psicotrope» si riferisce alle sole sostanze, definite dalla Convenzione del 1971 sulle sostanze psicotrope. In Italia, nella legge che regola le sostanze psicoattive la cui produzione e consumo è controllata o proibita, lo «stupefacente» è associato alle «sostanze psicotrope» definite dalle convenzioni internazionali.
In base ad accordi internazionali, è stato stabilito un elenco di sostanze il cui utilizzo è sottoposto a restrizioni e controlli, e tra queste vengono individuate quelle che in italiano sono chiamate “stupefacenti”. L’etanolo delle bevande alcoliche, pur producendo alterazione della coscienza, ridotta responsività e dipendenza, non viene classificato come stupefacente non essendo incluso nelle tabelle delle suddette leggi. Il termine  «stupefacente» che etimologicamente si riferisce alla capacità di indurre uno stato stuporoso, denota le sostanze psicoattive in grado di causare tolleranza (capacità dell'organismo di sopportare a dosi gradualmente più elevate la tossicità delle sostanze), assuefazione (degradare dell'effetto, soprattutto psichico, della medesima dose, con conseguente necessità di aumentare la dose per produrre lo stesso effetto) e dipendenza (necessità di assumere tali sostanze per evitare crisi di astinenza), il cui utilizzo è controllato o proibito dalla legge. Il termine «stupefacente» ha infatti un significato più legale che farmacologico.
Sostanze con effetti simili a quelli delle sostanze stupefacenti, pur non procurando necessariamente dipendenza, come LSD, psilocibina, mescalina, DMT e altre, possono comportare disturbi da abuso.

## Classificazione

### Per effetti

Nota come "ecstasy", l'MDMA (3,4-metilendiossimetamfetamina) è una sostanza stupefacente, di uso sia terapeutico sia ricreativo. Agisce su uno spettro complesso di target neuronali, inducendo un potenziamento delle trasmissioni catecolamminergiche e serotoninergica, con un effetto psicotropo tipico, definito "empatogeno" o "entactogeno": genera uno stato di empatia ed euforia, facilitando le relazioni sociali.

In base all'attività che determinano a livello del sistema nervoso centrale può essere fatta una classificazione clinica di tali sostanze in alcune categorie principali:
- Psicolettici: sostanze sedative sul SNC, depressorie dell'attività mentale:
  - Ipnotici: usati per indurre il sonno (es. barbiturici, oppioidi)
  - Tranquillanti minori o ansiolitici: attività sedativa, anticonvulsivante e miorilassante (es. benzodiazepine)
  - Tranquillanti maggiori o neurolettici: attività sedativa e antipsicotica (es. fenotiazine, butirrofenoni, tioxanteni, fenilpiperazine, benzammidi, alcaloidi della Rauwolfia)
  - Regolatori dell'umore: azione sui disturbi di tipo affettivo (es. carbonato di litio)
  - Narcotici: oppiacei e derivati anche a non uso farmacologico (es. eroina, morfina, codeina, metadone ecc), etanolo e solventi
- Psicoanalettici: sostanze che elevano il tono psichico, eccitando l'attività mentale:
  - Stimolanti dell'umore o antidepressivi: ad es. gli inibitori delle Mono-Ammino-Ossidasi (I-MAO), gli antidepressivi triciclici o eterociclici e gli inibitori selettivi della ricaptazione della serotonina
  - Stimolanti della vigilanza: ad es. anfetamine e caffeina
- Psicodislettici: sostanze che alterano il tono psichico, capaci di modificare la percezione, lo stato di coscienza o il comportamento:
  - Cannabinoidi: Cannabis sativa e sottospecie (es. hashish, marijuana)
  - Narcotici: oppiacei e derivati (es. eroina, morfina, codeina, metadone ecc), etanolo e solventi
  - Stimolanti: cocaina, anfetaminici e derivati (metanfetamina, MDMA e designer drugs)
  - Allucinogeni, che a loro volta vengono suddivisi in:
    - Psichedelici: DMT, LSD, psilocibina etc.
    - Dissociativi: gas esilarante, destrometorfano, ketamina etc.
    - Delirogeni: atropina, scopolamina, iosciamina, etanolo etc.

Una più dettagliata classificazione per effetti delle sostanze psicoattive dovrebbe citare anche sostanze: analgesiche, anestetiche, afrodisiache, colinergiche, nootropiche, anoressizzanti, ecc... considerando però che molte sostanze hanno effetti multipli.

### Per neurotrasmettitori e recettori
Una classificazione più sistematica può essere fatta considerando i principali neurotrasmettitori e recettori con cui le sostanze psicoattive possono interagire.
| Neurotrasmettitore o recettore    | Classificazione                                                       | molecole |
| --------------------------------- | --------------------------------------------------------------------- | --- |
| Acetilcolina                      | Colinergici (agonisti del recettore dell'acetilcolina)                | arecolina, nicotina, piracetam |
| Acetilcolina                      | Antagonisti muscarinici (antagonisti del recettore dell'acetilcolina) | scopolamina, benztropina, atropina, dimenidrinato, difenidramina, doxilamina, quetiapina, olanzapina, la maggior parte dei triciclici |
| Acetilcolina                      | Antagonisti nicotinici (antagonisti del recettore dell'acetilcolina)  | memantina, bupropione |
| Adenosina                         | Antagonisti del recettore dell'adenosina                              | caffeina, teobromina, teofillina |
| Dopamina                          | Inibitori della ricaptazione della dopamina                           | cocaina, bupropione, metilfenidato, Hypericum perforatum e alcuni agonisti TAAR1 (come anfetamina, fenetilamina e metanfetamina) |
| Dopamina                          | Agenti di rilascio della dopamina                                     | agonisti TAAR1 (come anfetamina, fenetilamina e metanfetamina) |
| Dopamina                          | Agonisti della dopamina                                               | memantina, pramipexolo, ropinirolo, L-DOPA (profarmaco) |
| Dopamina                          | Agonisti parziali della dopamina                                      | LSD, aripiprazolo |
| Dopamina                          | Antagonisti della dopamina                                            | molti antipsicotici (ad esempio: aloperidolo, droperidolo, risperidone, olanzapina, quetiapina) |
| Acido gamma-aminobutirrico (GABA) | Inibitori della ricaptazione del GABA                                 | Hypericum perforatum, tiagabina, vigabatrin, deramciclane |
| Acido gamma-aminobutirrico (GABA) | Agonisti del recettore GABA                                           | etanolo, niacina, barbiturici, diazepam, clonazepam, lorazepam, midazolam, triazolam e altre benzodiazepine, zopiclone, zolpidem, zaleplon e altre non benzodiazepine, muscimolo, fenilbutazone                                                                             |
| Acido gamma-aminobutirrico (GABA) | Antagonisti del recettore GABA                                        | tujone, bicucullina |
| Acido gamma-aminobutirrico (GABA) | Modulatori allosterici positivi al recettore GABAA                    | etanolo, benzodiazepine, zolpidem e barbiturici |
| Acido gamma-aminobutirrico (GABA) | Modulatori allosterici negativi al recettore GABAA                    | flumazenil |
| Noradrenalina                     | Inibitori della ricaptazione della noradrenalina                      | Hypericum perforatum, la maggior parte degli antidepressivi non SSRI (come amoxapina, atomoxetina, bupropione), metilfenidato, i triciclici, SNRI (come duloxetina, venlafaxina), cocaina, tramadolo e alcuni agonisti TAAR1 (come anfetamina, fenetilamina, metanfetamina) |
| Noradrenalina                     | Agenti di rilascio della noradrenalina                                | fenilpropanolamina, efedrina, pseudoefedrina, anfetamina, fenetilamina, metanfetamina |
| Noradrenalina                     | Agonisti adrenergici                                                  | clonidina, guanfacina, fenilefrina |
| Noradrenalina                     | Antagonisti adrenergici                                               | carvedilolo, metoprololo, propranololo, trazodone, mianserina, olanzapina, prazosina, yohimbina |
| Serotonina                        | Inibitori della ricaptazione della serotonina                         | la maggior parte degli antidepressivi (tra cui l'Hypericum perforatum), triciclici (come imipramina), SSRI (ad esempio: fluoxetina, sertralina, citalopram), SNRI (ad esempio: duloxetina, venlafaxina)                                                                     |
| Serotonina                        | Agenti di rilascio della serotonina                                   | MDMA (ecstasy), fenfluramina, triptamina |
| Serotonina                        | Agonisti del recettore della serotonina                               | triptani (ad esempio: sumatriptan, eletriptan), sostanze psichedeliche (ad esempio: LSD, psilocibina, mescalina), ergoline (ad esempio: lisuride, bromocriptina) |
| Serotonina                        | Antagonisti del recettore della serotonina                            | ritanserina, mirtazapina, mianserina, trazodone, ciproeptadina, memantina, antipsicotici atipici (ad esempio: risperidone, olanzapina, quetiapina) |
| Recettore NMDA                    | Antagonisti del recettore NMDA                                        | etanolo, ketamina, descloroketamina, 2-fluorodescloroketamina, fenciclidina, memantina, protossido di azoto, DXM |
| Recettore AMPA                    | Antagonisti del recettore AMPA                                        | acido chinurenico, topiramato, NBQX |
| Recettore AMPA                    | Modulatori allosterici positivi al recettore AMPA                     | aniracetam, piracetam |
| Recettore GHB                     | Agonisti del recettore GHB                                            | acido γ-idrossibutirrico, T-HCA |
| Recettore Sigma                   | Agonisti del recettore Sigma-1                                        | cocaina, metanfetamina, fenciclidina, fluvoxamina, ibogaina, opipramolo, DMT, DXM |
| Recettore Sigma                   | Agonisti del recettore Sigma-2                                        | metanfetamina |
| Cannabinoide                      | Agonisti parziali del recettore dei cannabinoidi                      | anandamide, cannabidiolo, cannabinolo, THC |
| Cannabinoide                      | Agonisti inversi del recettore dei cannabinoidi                       | rimonabant |
| Cannabinoide                      | Inibitori dell'enzima FAAH                                            | MAFP, N-arachidonilglicina |
| Recettore degli oppioidi          | Agonisti del recettore μ-oppioide                                     | oppiacei e oppioidi narcotici (ad esempio: codeina, morfina, idrocodone, idromorfone, ossicodone, ossimorfone, eroina, fentanil) |
| Recettore degli oppioidi          | Agonisti parziali del recettore μ-oppioide                            | buprenorfina |
| Recettore degli oppioidi          | Agonisti inversi del recettore μ-oppioide                             | naloxone |
| Recettore degli oppioidi          | Antagonisti dei recettori μ-oppioidi                                  | naltrexone |
| Recettore degli oppioidi          | Agonisti del recettore dei κ-oppioidi                                 | salvinorin A, butorfanolo, nalbufina, pentazocina, ibogaina |
| Recettore degli oppioidi          | Antagonisti del recettore dei κ-oppioidi                              | buprenorfina |
| Recettore dell'istamina           | Antagonisti dei recettori H1                                          | difenidramina, doxilamina, mirtazapina, mianserina, quetiapina, olanzapina, meclozina, la maggior parte dei triciclici |
| Recettore dell'istamina           | Antagonisti del recettore H2                                          | pitolisante |
| Monoamino ossidasi                | Inibitori delle monoaminossidasi (IMAO)                               | tranilcipromina, fenelzina, selegilina, rasagilina, moclobemide, iproniazide, isocarbossazide, linezolid, benmoxina, Hypericum perforatum, caffè |
| Recettore della melatonina        | Agonisti del recettore della melatonina                               | agomelatina, melatonina, ramelteon, tasimelteon |
| Recettore dell'imidazolina        | Agonisti del recettore dell'imidazolina                               | apraclonidina, clonidina, moxonidina, rilmenidina |
| Recettore dell'orexina            | Agonisti del recettore dell'orexina                                   | modafinil |
| Recettore dell'orexina            | Antagonisti del recettore dell'orexina                                | suvorexante |

## Piante psicoattive

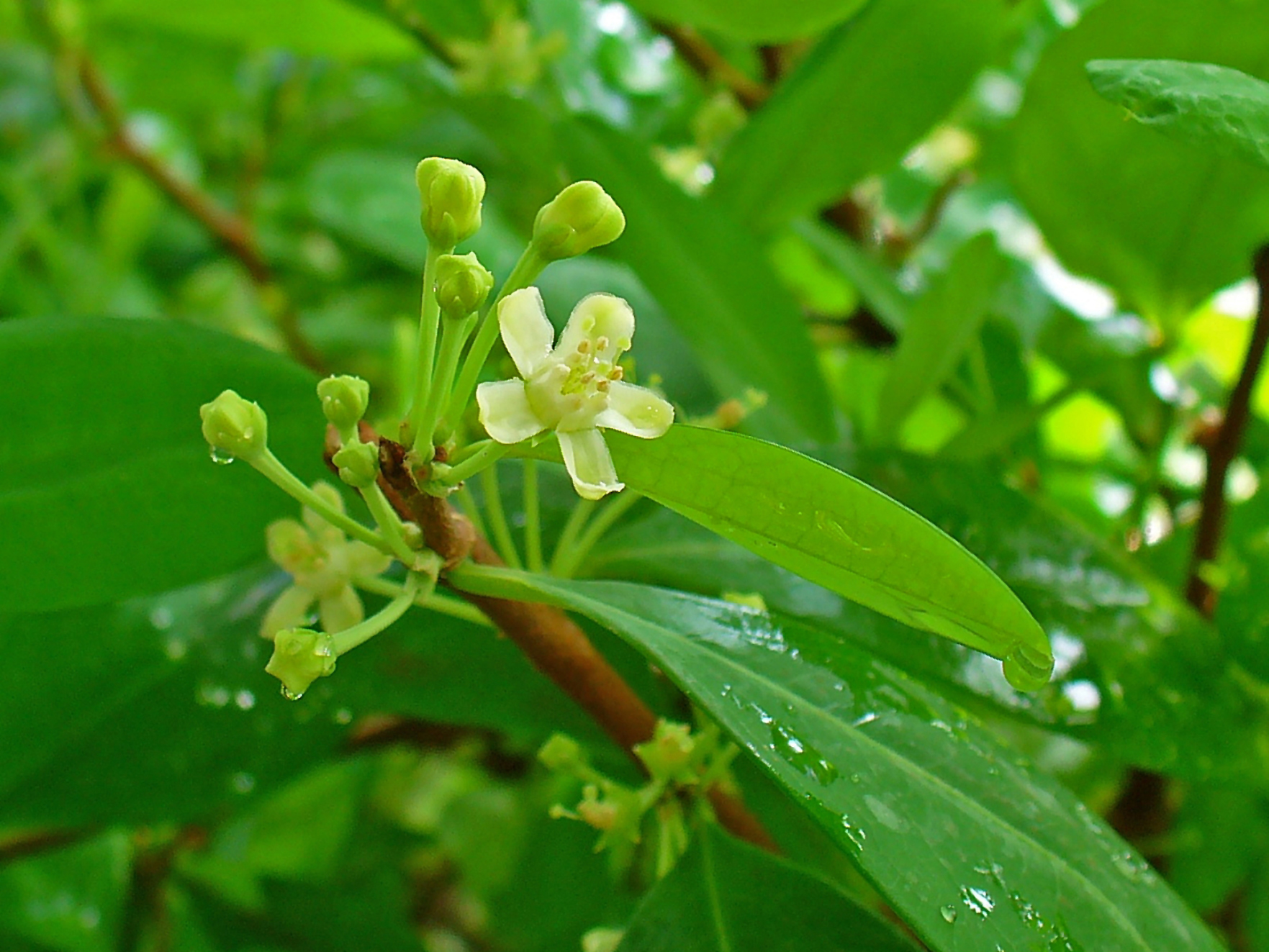
Particolare di Erythroxylum Coca.

Tracce di sostanze psicoattive sono state rilevate in centinaia di piante. In alcune le concentrazioni sono tali da consentirne un utilizzo come agente psicoattivo.
Le principali sono:
- Nicotiana tabacum: nicotina
- Datura stramonium: scopolamina
- Coffea arabica: caffeina
- Camellia sinensis: caffeina (detta anche teanina)[42]
- Cannabis sativa: THC
- Lophophora williamsii: mescalina
- Echinopsis pachanoi: mescalina
- Papaver somniferum: oppio
- Erythroxylum coca: cocaina
- Catha edulis: catinone
- Ipomoea tricolor: ergina
- Salvia divinorum: salvinorine
- Banisteriopsis caap: armine
- Areca catechu: arecolina
- Ilex paraguariensis: caffeina
- Paullinia cupana: caffeina
- Corynanthe yohimbe: yohimbina

## Uso religioso e spirituale

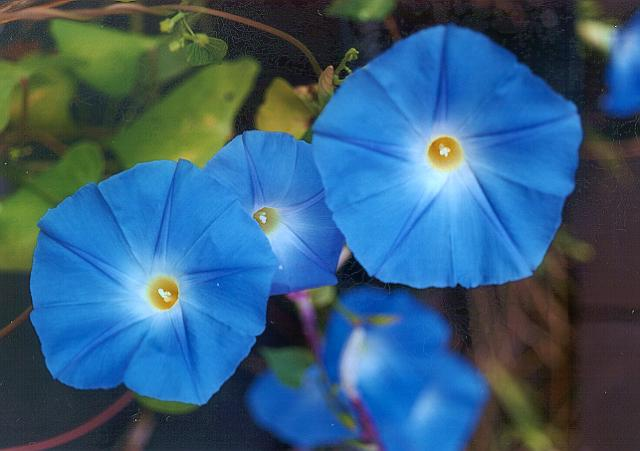
Pianta di Ipomoea, usata nella medicina sciamanica Mazateca.

In particolare fuori dall'Occidente e fra i popoli indigeni con tradizioni sciamaniche numerose popolazioni conservano tradizioni religiose che danno importanza spirituale alle sostanze psicoattive presenti in natura, in particolar modo agli allucinogeni -psichedelici, dissociativi o deliranti- che considerano enteogeni. Etimologicamente enteogeno è ciò che "genera il divino dentro", per queste società si tratta di un mezzo importante di incontro con il proprio mondo spirituale, di connessione con gli altri, soprattutto per fini terapeutici di cura, per entrare in relazione con i propri dei e raggiungere l'estasi religiosa. Molti sciamani delle società del bacino amazzonico usano per questo scopo l'ayahuasca (yagé), un decotto allucinogeno. Gli sciamani Mazatechi hanno una lunga e continua tradizione di uso religioso di Salvia divinorum, una pianta psicoattiva, la cui funzione è di facilitare gli stati di coscienza visionari durante le sessioni di guarigione. Silene undulata è considerata dagli Xhosa come una pianta sacra e viene usata come enteogeno. Nella loro tradizione la radice è impiegata durante il processo di iniziazione sciamanico per indurre vividi sogni ritenuti profetici, viene considerata un onirogeno naturale, simile alla più nota erba del sogno Calea ternifolia. Il peyote, un piccolo cactus privo di spine a rischio di estinzione, contiene mescalina e altri alcaloidi psicoattivi, per le sue proprietà è usato da popoli nativi americani come i Wirrarika e i Raramuri, nell'America Latina se ne attestano usi archeologici antichi di cinquemila anni. Altre piante contenenti mescalina sono utilizzate da 8000 anni per fini religioso-spirituali, si tratta del cactus colonnare San Pedro e la torcia peruviana, diffusi nelle Ande fra i 2000 e i 3000 metri, fanno parte di varie tradizioni di cura dei popoli andini. Anche la cannabis (ganja) possiede una tradizione d'uso religioso e spirituale molto antico. In alcune tradizioni sadhu e sikh indiane e nel rastafarianesimo la si usa come enteogeno -sacramento- nelle pratiche e nelle cerimonie religiose. I funghi psichedelici (funghi psilocybe), comunemente chiamati funghi magici, furono usati come enteogeni in numerose società del mondo come popoli preistorici, Maya dai quali veniva chiamato letteralmente "carne degli Dei", i Mixtechi, Aztechi, Zapotechi e ancora oggi in alcune tradizioni religiose di popoli indigeni, quali i Mazatechi. Un'altra sostanza psicoattiva naturale usata come enteogeno è il kava che può agire come sedativo, stimolante-euforizzante e anestetico. Le radici della pianta di kava vengono utilizzate per produrre una bevanda che viene consumata diffusamente nelle società dell'Oceano Pacifico come ad esempio nelle isole Tonga e Marchesi.

## Restrizioni e legislazione
Le restrizioni sul commercio e consumo di alcune sostanze psicoattive non sono recenti. Il Corano proibisce il consumo di vino e alcolici. Nella storia, diverse interpretazioni della Sharia hanno portato in alcuni paesi islamici restrizioni sull'uso di hashish e caffè. L'imperatore Yongzheng nel 1729  proibì in Cina la vendita e l'uso di oppio se non a fini terapeutici. Nel 1839 il bando delle importazioni di oppio fu causa della prima guerra dell'oppio. I primi trattati internazionali (Atto generale di Bruxelles, 1889-90 e Convenzione di St Germain-en-Laye del 1912) controllavano il traffico di liquori in Africa nell'era coloniale.Il primo trattato che definiva controlli su alcune sostanze venne siglato nella Convenzione dell'Aia del 1912. Il trattato divenne diritto internazionale nel 1919 quando fu incorporato nel trattato di Versailles. Tra il 1920 e il 1933 negli Stati Uniti d'America venne sancito il bando sulla fabbricazione, vendita, importazione e trasporto di alcool. Analoghe misure erano state adottate in altri paesi: la Finlandia (1919-1932), la Norvegia (1916-1927), il Canada (1901-1948), l'Islanda (1915-1922) e l'Impero russo prima e l'URSS poi (1914-1925). Il primo trattato sulle sostanze psicoattive attualmente controllate fu la Convenzione dell'Aia del 1912: le sue disposizioni e quelle degli accordi successivi furono consolidate nella Convenzione Unica sugli stupefacenti (1961; modificata da un Protocollo del 1972). A ciò si sono aggiunte la Convenzione del 1971 sulle sostanze psicotrope e la Convenzione del 1988 contro il traffico illecito di stupefacenti e di sostanze psicotrope.

### Sostanze controllate
Sono definite sostanze controllate le sostanze psicoattive e loro precursori la cui produzione, distribuzione e consumo è vietata per legge o soggetta a restrizioni limitandola , ad esempio, ai canali medico-farmaceutici. Il termine è tipicamente usato per riferirsi a droghe psicoattive e precursori coperti dalle convenzioni internazionali sugli stupefacenti (la Convenzione Unica sugli stupefacenti del 1961, modificata da un Protocollo del 1972; la Convenzione sulle sostanze psicotrope del 1971: la Convenzione del 1988 contro il traffico illecito di stupefacenti e di sostanze psicotrope). A livello sia internazionale che nazionale (esempio negli USA: Controlled-Substances Act del 1970), le sostanze psicoattive controllate sono comunemente classificate secondo una gerarchia di programmi, che riflette diversi gradi di restrizione della disponibilità.
Sotto l'egida dell'ONU l' "International Narcotics Control Board" (in sigla INCB) ha l'incarico di "sforzarsi di limitare la coltivazione, la produzione, la fabbricazione e l'uso di stupefacenti a una quantità adeguata richiesta per scopi medici e scientifici, per assicurarne la disponibilità a tali scopi e per prevenire la coltivazione, la produzione e la fabbricazione illecite e il traffico e l'uso illeciti di stupefacenti" e la "Commissione sugli stupefacenti " (in sigla CND dall'inglese Commission of Narcotic Drugs) ha l'incarico di aggiungere, rimuovere o riclassificare gli stupefacenti secondo le 4 categorie definite dai trattati internazionali. L'INCB aggiorna e pubblica la lista delle sostanze stupefacenti e di quelle psicotrope sotto controllo internazionale.
La regolamentazione delle sostanze psicoattive definite nelle convenzioni e trattati internazionali varia da paese a paese.
Il possesso e il consumo di alcol da parte degli adulti è oggi molto limitato solo nei paesi islamici e in alcuni stati dell'India. Gli Stati Uniti, la Finlandia e il Canada hanno vietato l'alcol nella prima parte del XX secolo. Sebbene il divieto di alcol fu abrogato in questi paesi a livello nazionale, esistono ancora zone negli Stati Uniti che non consentono la vendita di alcol, anche se il possesso di alcol può essere legale. Il Bhutan è l'unico paese al mondo in cui il possesso e l'uso di tabacco è illegale. La Nuova Zelanda ha vietato l'importazione di tabacco da masticare come parte della legge del 1990 Smoke-free Environments Act. In alcune parti del mondo vengono presi provvedimenti per l'uso di droghe per uso rituale tradizionale come l'ayahuasca, l'iboga e il peyote. In Gabon l'iboga (tabernanthe iboga) è stata dichiarata patrimonio nazionale ed è usata nei riti della religione Bwiti. Il principio attivo, l'ibogaina, è proposto come trattamento dell'astinenza da oppiacei e di vari disturbi da uso di sostanze. Le foglie di coca non sono illegali in Perù e Bolivia.
Nei paesi in cui l'alcol e il tabacco sono legali, vengono spesso adottate misure per scoraggiarne l'uso . Ad esempio, le confezioni di alcol e tabacco possono presentare per legge avvertenze al consumatore, comunicando i rischi legati all'uso della sostanza. Queste merci spesso sono assoggettate a speciali tasse, dette "tasse sul peccato", che hanno il fine di limitare il consumo e di recuperare il costo sociale per i problemi di salute che l'uso provoca nei consumatori a lungo termine. In molti paesi esistono anche restrizioni alla pubblicità e spesso lo Stato detiene il monopolio della produzione, distribuzione o vendita di questi prodotti.

### In Italia
In Italia sono presenti tassazioni sull'etanolo o sui prodotti che contengono etanolo edibile (non denaturato)  e sul tabacco o prodotti non farmaceutici che contengono nicotina. Sono presenti poi restrizioni su altre sostanze psicoattive classificate come stupefacenti e sostanze psicotrope. Non ci sono tasse o accise specifiche sui prodotti contenenti caffeina, teofillina e teobromina.
La legge italiana effettua una distinzione tra:
1. le sostanze stupefacenti e psicotrope poste sotto controllo internazionale e nazionale, presenti nelle prime quattro tabelle (alla I e III sono associate sanzioni maggiori, mentre alla II e IV sanzioni minori)
2. i medicinali a base di sostanze attive stupefacenti e psicotrope impiegate ad uso terapeutico (umano e/o veterinario), presenti nella tabella dei medicinali

La Legge n. 79 del 16 maggio 2014 suddivide le sostanze stupefacenti e psicotrope in cinque classi, o più correttamente tabelle:
| Tabella I              | - Oppio e derivati oppiacei (morfina, eroina,metadone ecc.) - Foglie di Coca e derivati - Amfetamina e derivati amfetaminici (ecstasy e designer drugs) - Allucinogeni (dietilammide dell’acido lisergico - LSD, mescalina, psilocibina, fenciclidina, ketamina ecc.) |
| Tabella II             | Cannabis |
| Tabella III            | Barbiturici |
| Tabella III bis        | Medicinali con forte attività analgesica che godono di particolari facilitazioni prescrittive per il trattamento dei pazienti affetti da dolore severo |
| Tabella IV             | Benzodiazepine |
| Tabella dei medicinali | Nella Tabella dei medicinali sono inserite le sostanze attive che hanno attività farmacologica e pertanto sono usate in terapia e le relative preparazioni farmaceutiche. La tabella è suddivisa in cinque sezioni indicate con le lettere A, B, C, D ed E dove sono distribuiti i medicinali in relazione al decrescere del loro potenziale di abuso, nelle tabelle è anche indicato il regime di dispensazione. - Medicinali a base di morfina e sostanze analgesiche oppiacee - Medicinali di origine vegetale a base di Cannabis - Barbiturici - Benzodiazepine (diazepam, flunitrazepam, lorazepam ecc.) |

Le tabelle vengono continuamente aggiornate per inserire nuove sostanze psicoattive.